# Serres (Griechenland)
Serres (griechisch Σέρρες (f. pl.), älter auch Serre Σέρραι, bulgarisch Сяр Sjar, türkisch Serez) ist eine Stadt und Gemeinde (Dimos Serron Δήμος Σερρών) in der griechischen Region Zentralmakedonien. Serres war bis 2010 auch Hauptstadt der Präfektur Serres. Mit der Verwaltungsreform 2010 wurden fünf Nachbargemeinden nach Serres eingemeindet. Die Stadt Serres, die Verwaltungssitz der Gemeinde ist, kam 2011 auf 58.287 Einwohner.
Hier ist auch die Fußballmannschaft Panserraikos beheimatet.

## Lage

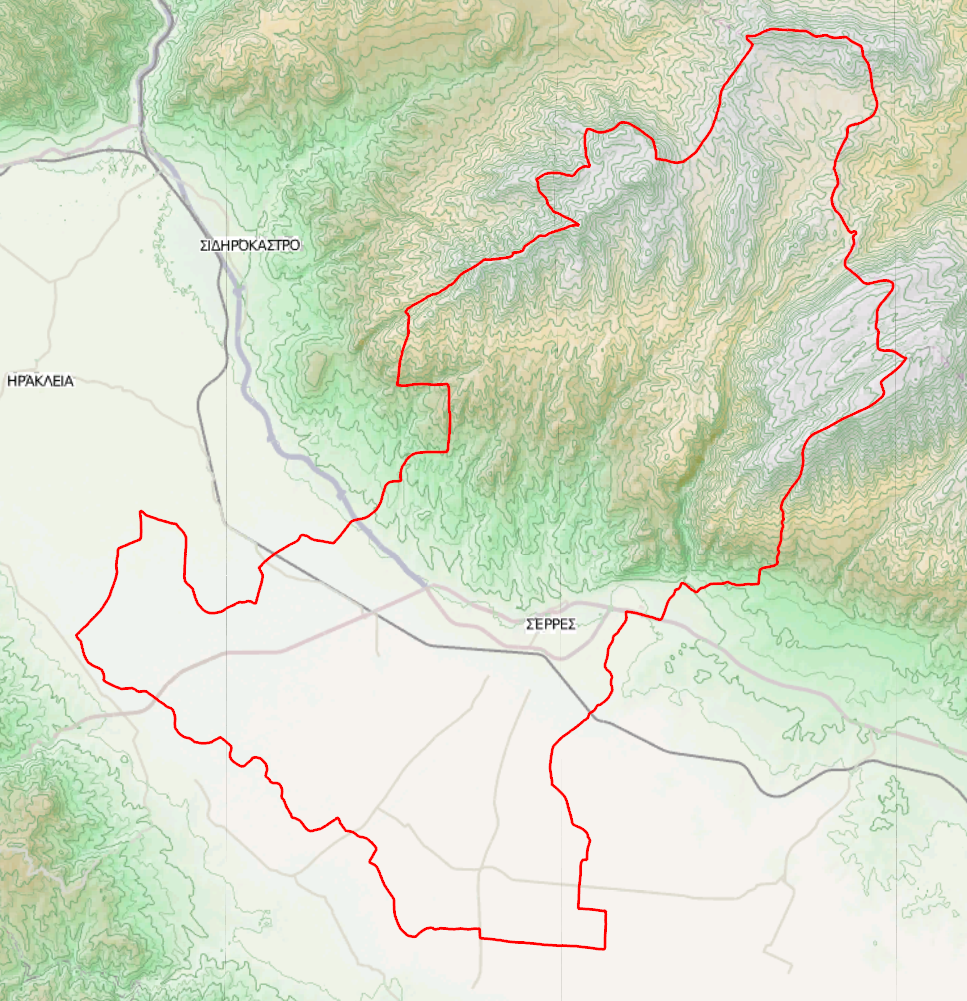
Topografische Karte von Serres

Serres liegt in der von Nordwesten nach Südosten verlaufenden Ebene des Flusses Strymonas ungefähr in deren Mitte und der östlichen Begrenzung am Fuße der Berge Kouskouras (Höhe 1623 m), Menikio (Höhe 1963 m) und Vrondous (Höhe 1849 m). Der Fluss Strymonas verläuft südlich der Stadt; zwischen Strymonas und der Stadt verläuft der Belitsa-Kanal, der zum Bewässerungssystem der landwirtschaftlich intensiv genutzten Strymonas-Ebene zählt. Der Kerkini-Stausee liegt nordwestlich der Stadt.

## Geschichte

### Name
Der antike Historiker Herodot erwähnt die Stadt im 5. Jahrhundert v. Chr. als Siris (Σίρις). Theopompus bezeichnet die Stadt als Sirra (Σίρρα). Später wird sie von dem römischen Geschichtsschreiber Titus Livius als Sirae (im Plural) erwähnt. Seitdem ist der Name der Stadt im Plural geblieben, und im 5. Jahrhundert n. Chr. war er bereits in der zeitgenössischen Form als Serrae oder Sérrai (Σέρραι) (ebenfalls Plural) bekannt, die bis in die Neuzeit die Katharevousa-Form des Namens blieb. Im lokalen griechischen Dialekt ist die Stadt immer noch als ta Serras (τα Σέρρας) bekannt, was eigentlich eine Verballhornung des Pluralakkusativs tas Serras (τας Σέρρας) der archaischen Form Serrae ist.
Die älteste Erwähnung dieser Form findet sich in einer Urkunde des Athos-Kloster Dochiariou aus dem Jahr 1383. Aus der osmanischen Zeit sind die türkischen Serez und Siroz bekannt. Im Bulgarischen heißt die Stadt Сяр (Sjar) oder Сер (Ser),  bulgarische Schreibweise bis 1945 Сѣръ. Im Aromunischen wird Serres als Siar oder Nsiar bezeichnet.

### Antike
Obwohl die früheste Erwähnung von Serres (als Siris) aus dem 5. Jahrhundert v. Chr. stammt (Herodot), wurde die Stadt schon lange vor dem Trojanischen Krieg gegründet, wahrscheinlich zu Beginn des zweiten Jahrtausends v. Chr. durch den thrakischen oder paionischen Stamm der Siropaionen. Die antike Stadt wurde auf einem hohen und steilen Hügel (bekannt als Koulas) nördlich des heutigen Serres erbaut und hatte eine strategische Position, da sie eine Landstraße kontrollierte, die dem Tal des Flusses Strymon / Struma von den Ufern des Strymonischen Golfs in nördlicher Richtung über Pautalia, Serdica bis zu den Donauländern folgte. Im 4. Jahrhundert wurden die Siropaionen im Züge der Perserkriege durch den persischen Großkönig Dareios I. nach Kleinasien umgesiedelt. Serres wurde in der Folge durch die Odomanten besiedelt. Die Siropaionen und die Odomanten betrieben hauptsächlich Ackerbau und Viehzucht, verehrten vor allem die Sonne, den vergöttlichten Fluss Strymon und später den thrakischen Reiter.
Mit dem Aufstieg der Makedonen wurde Siris Teil dessen Reiches.

### Römische Zeit
In Folge des Dritten Makedonisch-Römischen Krieges zerschlugen die Römer das makedonische Königtum und machten Makedonien mit dem nahe gelegene Thessaloniki 146 v. Chr. zu einer Provinz ihres Reiches. In der Römerzeit (168 v. Chr. – 315 n. Chr.) wird die Stadt in den Quellen unter dem Namen Sirra (»Σίρρα«) und in den Inschriften als Sirraion polis (»Σιρραίων πόλις«, wörtlich „Stadt der Sirraier“) erwähnt. Sie war eine wichtige Stadt in der Provinz mit dem Status einer civitas stipendaria. Sie blühte vor allem während der Kaiserzeit dank der Pax Romana auf. Während der großen Krise des Römischen Reiches (235–284 n. Chr.) erlebte die Stadt einen Niedergang und kehrte erst unter Diokletian mit seinen Reformen (tetrarchisches System) zu Wohlstand zurück.
Sirra verfügte sie wie alle griechischen Städte über einen Markt (Agora), ein Parlament (Bouleuterion), ein Theater, ein Gymnasium und Tempel. Epigraphischen Zeugnissen nach, basierte die lokale Regierung auf den bekannten griechischen Institutionen und verfügte über ein Parlament (Bule), eine Bürgerschaft (Demos) und den Archonten (politarchai, agoranomoi, gymnasiarchai, Hohepriester usw.). Der Polis war Sitz einer Föderation von fünf Städten (Pentapolis); viele Einwohner, meist Mitglieder der lokalen Aristokratie, hatten das römische Bürgerrecht erhalten und wurden zu hohen provinziellen Würden befördert.
Als Stadtstaat (polis) verfügte Sirra neben den üblichen griechischen Institutionen auch über ein eigenes Territorium (chora), das sich ungefähr mit dem Gebiet der heutigen Provinz Serres deckt. Die Organisation des Territoriums basierte auf Dörfern (komai, sing. kome), deren zahlreiche Stätten an verschiedenen Orten in der Nähe moderner Dörfer gefunden wurden, wie Lefkonas, Oreini, Ano Vrontou, Neo Souli, Agio Pnevma, Chryso, Paralimnio usw. Innerhalb der Grenzen seines Territoriums wurden auch Spuren von Marmorbrüchen und Eisenminen entdeckt, die auf eine systematische Ausbeutung der vorhandenen Bodenschätze in der römischen Kaiserzeit (1. bis 3. Jahrhundert n. Chr.) hinweisen.

### Erster Balkankrieg 1912
Die Ereignisse um den Ersten Balkankrieg 1912 schildern unter anderem Memoranden des britischen Konsuls Harry Lamb an seinen Vorgesetzten in Thessaloniki. (Eine wichtige Quelle sind zudem die Erkenntnisse aus dem Carnegie-Bericht der Internationalen Kommission zur Untersuchung der Ursachen und des Verhaltens der Balkankriege.) Vor dem Eintreffen bulgarischer Kräfte in der Stadt unterschrieben somit die Vorsteher der christlichen und muslimischen Gemeinden einen gegenseitigen Schutz- und Unterstützungsvertrag. Als Serres dann von einer bulgarischen bewaffneten Männergruppe unter der Führung des Tschetniks Cankow eingenommen wurde, flüchteten muslimische Oberschichtsfamilien in die Residenz des griechisch-orthodoxen Erzbischofs. Jene Männer begannen daraufhin mit Plünderungen im muslimischen Viertel und mit Vergewaltigungen von muslimischen Mädchen und Frauen. Als die regulären Kräfte Bulgariens in Serres eintrafen, hörten diese Verbrechen nicht auf. Als auch noch Schüsse von einem Agent Provocateur abgefeuert wurden, gab es den Vorwand für ein allgemeines Massaker an der muslimischen Stadtbevölkerung. (Laut der bulgarischen Version wurde aus einem „türkischen“ Haus in Richtung der Bulgaren geschossen. Nicht-bulgarische Informanten Lambs bestritten dies aber und versicherten hingegen, es hätte keine Provokationen vonseiten der muslimischen Bevölkerung gegeben.) Innert zwei Stunden wurden 150 bis 200 „Türken“ (= Muslime) getötet und so gut wie alle Häuser und Geschäfte der Muslime geplündert. Das Eingreifen des griechisch-orthodoxen Metropoliten Monsignor Apostolos durch eindringliche Bitten an den bulgarischen Militärstab mit Bezugnahme auf den christlich-muslimischen Vertrag verhinderte offenbar noch Schlimmeres.

## Wirtschaft
Serres ist ein Zentrum für den Handel mit den Balkanstaaten.

## Verkehr
Serres ist ein wichtiger Verkehrsknotenpunkt in der griechischen Provinz Makedonien, vor allem für den Verkehr von und nach Bulgarien. Dieser wird auf der Straße Ethniki Odos 12 (Thessaloniki-Lefkonas-Serres-Kavala), der Ethniki Odos 63 (Lefkonas–Sidirokastro–Promachonas–Bulgarien) sowie durch die Autobahn Aftokinitodromos 25 (Europastraße 79) (Promachonas-Thessaloniki) erschlossen.
Der Bahnhof von Serres liegt an der 1896 eröffneten Bahnstrecke Thessaloniki–Alexandroupoli. Diese hat ebenfalls einen Anschluss nach Bulgarien, der im nördlich von Serres gelegenen Bahnhof Strymonas abzweigt.

## Persönlichkeiten

### Söhne und Töchter der Stadt
- Angelos Charisteas (* 1980), griechischer Fußballspieler
- Konstantinos Chrysogonos (* 1961), griechischer Politiker
- Moshe Cohen (1883–1961), türkisch-jüdischer Intellektueller und Soziologe, später als Munis Tekinalp bekannt geworden
- Maria Tziatzi-Papagianni (* 1965), griechische Kinder- und Jugendbuchautorin
- Ioannis Gelios, griechischer Fußballspieler (Torwart), der beim FC Augsburg unter Vertrag steht
- Bedri Noyan (1912–1997), langjähriger spitirueller Leiter (Dedebaba) des Bektaschi-Ordens in der Türkei
- Maria Lazarou (* 1972), Fußballspielerin

### Weitere
- Elena von Bulgarien, Prinzessin

## Klimatabelle
|                        | Jan  | Feb  | Mär  | Apr  | Mai  | Jun  | Jul  | Aug  | Sep  | Okt  | Nov  | Dez  |   |       |
| Mittl. Temperatur (°C) | 3,9  | 6,2  | 9,6  | 14,2 | 19,6 | 24,3 | 26,3 | 25,3 | 21,6 | 15,5 | 9,2  | 5,0  | ⌀ | 15,1  |
| Mittl. Tagesmax. (°C)  | 8,1  | 10,6 | 14,6 | 19,6 | 25,3 | 29,9 | 32,1 | 31,6 | 28,0 | 21,2 | 13,7 | 9,0  | ⌀ | 20,4  |
| Mittl. Tagesmin. (°C)  | −0,1 | 1,3  | 3,9  | 7,7  | 12,5 | 16,5 | 18,4 | 17,7 | 14,3 | 9,8  | 4,6  | 1,1  | ⌀ | 9     |
|                        |      |      |      |      |      |      |      |      |      |      |      |      |   |       |
| Niederschlag (mm)      | 32,1 | 40,6 | 33,2 | 37,6 | 47,7 | 40,7 | 29,1 | 30,2 | 20,7 | 30,3 | 50,7 | 47,6 | Σ | 440,5 |
|                        |      |      |      |      |      |      |      |      |      |      |      |      |   |       |
| Regentage (d)          | 8,2  | 8,7  | 9,3  | 9,4  | 10,5 | 6,7  | 5,3  | 5,5  | 4,4  | 6,4  | 9,0  | 9,1  | Σ | 92,5  |

| −0,1 |

| 1,3 |

| 3,9 |

| 7,7 |

| 12,5 |

| 16,5 |

| 18,4 |

| 17,7 |

| 14,3 |

| 9,8 |

| 4,6 |

| 1,1 |

| −0,1 |

| 1,3 |

| 3,9 |

| 7,7 |

| 12,5 |

| 16,5 |

| 18,4 |

| 17,7 |

| 14,3 |

| 9,8 |

| 4,6 |

| 1,1 |

| N i e d e r s c h l a g | 32,1 | 40,6 | 33,2 | 37,6 | 47,7 | 40,7 | 29,1 | 30,2 | 20,7 | 30,3 | 50,7 | 47,6 |
|                         | Jan  | Feb  | Mär  | Apr  | Mai  | Jun  | Jul  | Aug  | Sep  | Okt  | Nov  | Dez  |

## Partnerstädte
- Blagoewgrad, Bulgarien
- Eilat, Israel